# エミール・ゾラの肖像
『エミール・ゾラの肖像』（Portrait d'Émile Zola）は、エドゥアール・マネが1868年に完成した油絵。エドゥアール・マネの友人で小説家のエミール・ゾラの肖像を描いたものである。1868年のサロン・ド・パリに出品された。パリのオルセー美術館所蔵である。
背景の浮世絵は大鳴門灘右エ門 (安政)の相撲絵である。作者は歌川国明 (2代目)（一説には初代歌川国明）と見られている。